# Nordstern Reederei
Die Nordstern Reederei ist eine Reederei in der Stadt Brandenburg an der Havel. Die Reederei betreibt mehrere Fahrgastschiffe und zeitweise Fährlinien.

## Geschichte

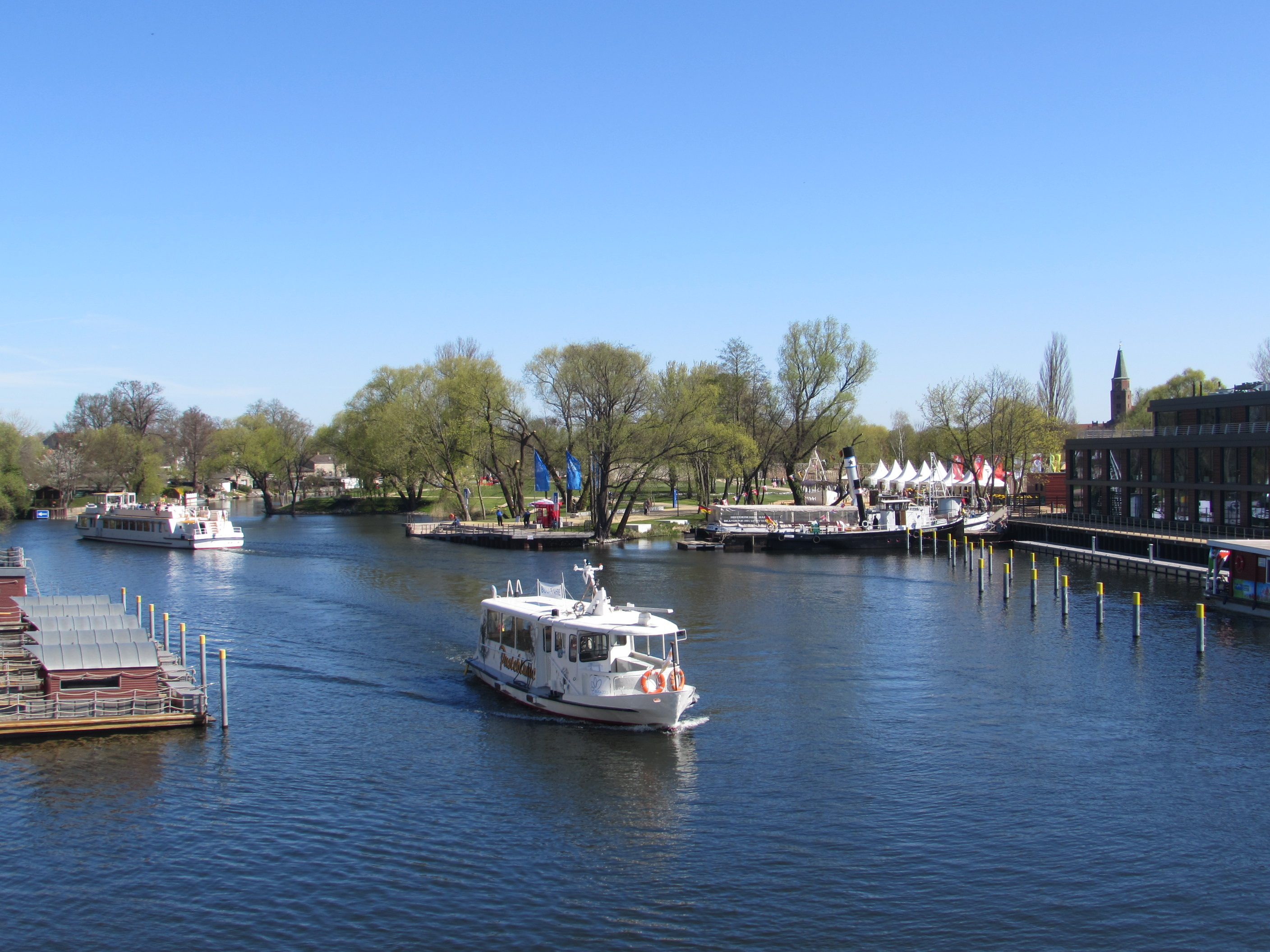
Drei Schiffe der Nordstern Reederei: Im Vordergrund BUGA-Fähre Pusteblume, links hinten Fahrgastschiff Pegasus, rechts hinten anliegend Dampfer Nordstern

Die Reederei gehörte dem Ehepaar Lothar und Kerstin Bischoff. Namensgeber war der Dampfschlepper Nordstern, das erste und älteste Schiff der Flotte. Dieses 1902 in der Werft Gebr. Wiemann in Brandenburg an der Havel gebaute Schiff kam bereits in den 1980er Jahren in den Besitz Lothar Bischoffs. Von 1983 bis 1990 wurde die Nordstern noch als Schubschlepper eingesetzt.
Zur heutigen Reederei (Stand Mai 2019) gehören seit dem 23. Juni 1998 die Pegasus, ein 1992 gebautes Fahrgastschiff der Serie (BiFa) Typ IV. Sie ist das größte Schiff der Reederei. Zehn Jahre später, am 12. Mai 2008 erwarb die Nordstern Reederei das 1993 gebaute Motorschiff Sirius. Ein weiteres Fahrgastschiff der Nordsternflotte ist die Navette.

## Fährbetrieb während der Bundesgartenschau
Mit den beiden 2012 erworbenen und zuvor in Dresden von den Dresdner Verkehrsbetrieben eingesetzten Fährschiffen, die die Reederei in Anna und Frieda umbenannte, stieg das Unternehmen erstmals in den Fährbetrieb ein. Seit 2013 wird von April bis Oktober die etwa 8,5 Kilometer lange Strecke vom Salzhof in der Innenstadt Brandenburgs über den Haltepunkt Buhnenhaus zur Malge im Linienverkehr befahren.
Im Vorfeld der Bundesgartenschau 2015 gewann die Reederei die Ausschreibung für den Fährbetrieb am Standort Brandenburg an der Havel. Als sogenannte BUGA-Fähren verkehrten die Schiffe Frieda und die eigens für den Gartenschauverkehr angeschafften Fährboote Pusteblume, Fleißiges Lieschen und Klatschmohn zum Shuttletransport auf der Havel vom zentralen Parkplatz am Wiesenweg westlich der Neustadt zum Packhof- und zum Salzhofufer an der St.-Johannis-Kirche. Die Fährlinie hatte mit ihren drei Stationen eine Gesamtlänge von etwa einem Kilometer. Nach der Bundesgartenschau wurde diese Fährlinie wieder eingestellt.
Ende 2017 verkauften die Bischoffs die Reederei an Lars Jahnke, der jedoch nur die Schiffe Pegasus, Sirius und Navette übernahm. Die Nordstern ging an einen anderen unbekannten Eigner.

## Flotte
| Schiffsname | Baujahr | Bauwerft/Ort                                      | Länge/Breite/Tiefgang | Hauptantriebs- leistung | Fahrgäste max. | Bild | Bemerkung |
| ----------- | ------- | ------------------------------------------------- | --------------------- | ----------------------- | -------------- | ---- | --- |
| Pegasus     | 1992    | Yachtwerft Berlin                                 | 32,10 m/5,10 m/0,90 m | 195 kW/265,13 PS        |                |      | Das Fahrgastschiff Pegasus, als Geltow vom Stapel gelaufen, wurde gebaut für die Weisse Plotte Potsdam. Es gehörte ab dem 29. März 1995 der Brandenburgisch-Preußischen Schifffahrtsgesellschaft mbH in Potsdam. Am 28. Juli 1997 wurde das Schiff zwangsversteigert und von der Berliner Wassersport- und Service GmbH in Köpenick übernommen. 1998 weiterverkauft an die Nordstern Reederei Lothar Bischoff in Brandenburg an der Havel und umbenannt in Pegasus. Die originale Motorisierung war ein 4-Takt Dieselmotor 6 VD 14,5/12-2 SRW Dieselmotorenwerk Schönebeck 89,5 kW |
| Sirius      | 1993    | S.M.S – Schulte & Müller Schiffwerft, Haren (Ems) | 28,67 m/4,86 m/0,60 m | 107 kW                  |                |      | |
| Navette     |         |                                                   | 22,70 m/4,90 m/       |                         | 125            |      | Heimathafen Grünheide (Mark), ehemals ein Schiff der Reederei Kutzker. |